# 圍連星
圍連星（Irensei），是由日本人東陶基在1987年推出結合圍棋吃子法與五子棋勝利條件的連棋類遊戲，機制類似連氣棋。
日本有聯盟定期舉辦比賽。

## 棋具
採用圍棋棋具。

## 規則
- 雙方輪流下一子，黑色先。

- 用圍棋的吃法提掉敵子。

- 以七枚緊連着成一直線為勝，橫豎斜方向不拘。

- 若放子時可以造成勝利，則可放在無氣的位置。

### 競賽的追加規則
- 在一或二路的棋子不能視為連線的棋子數。

- 先手方不可連線連子超過七枚，否則輸掉遊戲。後手方可以連超過七枚[1]。

## 外部連結
- 遊戲協會
- 遊戲介紹 （页面存档备份，存于）
- 遊戲下載